# Христофор Жефарович
Христофор Жефарович ([Христофор Жефаровић] Помилка: {{Lang}}: недійсний параметр: |3= (допомога); Христофор Жефаровиќ) — болгарський живописець, гравер, письменник і поет, іллірський діяч.

## Біографія

Герб Болгарії від «Стематографії»

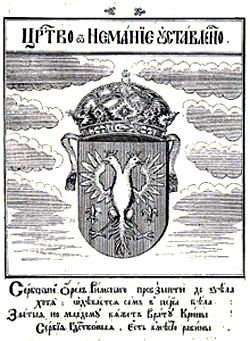
Герб Неманичів з «Стематографії»

Жефарович народився у другій половині XVII століття в місті Дойран на сході Македонії. Він походить з родини священиків і сам став ченцем. Мандрівний монах, начитаний і просвітлений, Жефарович писав і торгував книгами, іконами та церковним начинням. Вперше його ім'я згадується в Белграді в 1734 році, де він відомий як хороший художник. Деякий час він провів у монастирі Святого Наума в Охриді. Його перша робота, що дійшла до наших днів, — це фрески у храмах монастирів Боджані у Воєводині (1737) та Сіклоші (1739). Його роботою є також іконостасні ікони в церкві Святого Миколая в Козані. Після 1740 року він почав займатись виключно гравіруванням міді та книжковою ілюстрацією.
У 1741 р. Жефарович почав працювати у гравірувальній майстерні Томи Месмера у Відні. Там він друкував листові ікони, зображення, вигравірувані на міді, відбитки святих Сави Сербського, Теодора Стратілата, Теодора Тірона, Ніколи, Наума і Даміана, а також книги, що пропагують ілліризм. Серед них найважливіше місце займає книга «Стематографія», яка швидко поширилася серед південних слов'ян. Він також є автором книжки з церковним змістом «Повчання святого новопризначеному священику» (1742), а також двох підручників — букваря та граматики, а також опису святого Божого міста в Єрусалимі (1748).
У 1744—1746 рр. Єфарович відвідав Афон і вирушив на паломництво до Яффи та Єрусалиму через Салоніки. В результаті цієї подорожі в 1748 р. він написав книгу «Опис Святого міста Божого в Єрусалимі». На початку 1753 р. Жефарович проїхав через місто Токай в Угорщині на шляху до Росії, де, мабуть, хворий, написав заповіт, який доручив російському послу у Відні, в якому підкреслив своє болгарське походження.
Прибувши до Росії, Жефарович оселився у Богоявленському монастирі в Москві, де і помер 18 вересня 1753 року.

## Стематографія

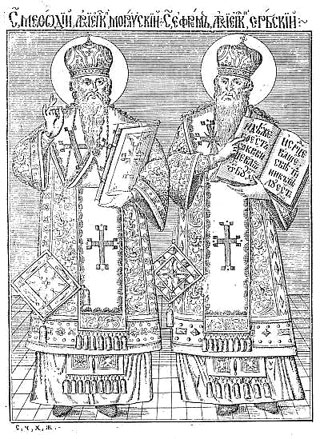
Святий Мефодій Моравський та святий Єфрем Сербський зі стематографії

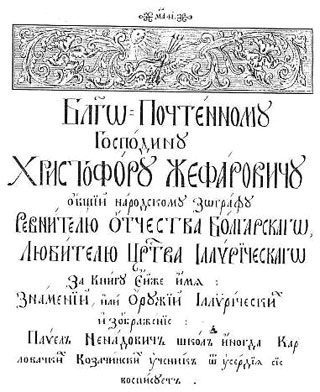
Присвячення стематографії

Книга Стематографія, видана Жефаровичем у Відні в 1741 р., має найбільше значення для південнослов'янського відродження. При його складанні Жефарович використав «Стематографію» Павла Ріттера-Вітезовича (1701), де використав «Слов'янське царство» Мавро Орбіні (1601). «Стематографію» Жефарович ілюструє мідними гравюрами та графікою. Він містить 20 зображень болгарських та сербських правителів та святих, а також 56 гербів слов'янських та інших балканських країн, з пояснювальними катренами під ними — першим прикладом сучасної світської болгарської та сербської поезії.
Стематографія надзвичайно сильно впливає на болгарське (Паїсія Гілендарського) та сербське відродження. Під її впливом знаходиться вся болгарська геральдика в XIX столітті. Після визволення Болгарії герб Стематографії короткий час використовувався як державний символ у князівській адміністрації, але розміщений у горностаєвій мантії з княжою короною над ним. Цей герб залишався на державній печатці та печатках державних установ протягом тривалого часу, навіть після прийняття Національним збором офіційного герба (також під впливом гербового стематографії). Герб Східної Румелії також схожий на герб Константинополя (його називають «гербом Румунії») за допомогою стематографії.

## Етнічне походження
Христофор Жефарович працює для духовне відродження як болгарського, так і сербського народу. Жефарович говорить про слов'ян (південних слов'ян) як про частину іллірійського народу. Жефарович називає себе «ревнителем болгарської вітчизни», але він також говорить про «нашу сербську батьківщину» і підписується як «ілліро-росіяський спільний живописець». У своєму заповіті він прямо зазначає, що його родичі «з болгарської нації». . . в православному архієпископстві Салон у місті Догріан, брат рідного священика та інші родичі.
До кінця XIX століття Жефаровича визначали як болгарина, в тому числі багатьма сербськими істориками, такими як Р. Враховац, Н. Андрич, Д. Рувараць. Пізніше його етнічна приналежність стала предметом суперечки між болгарською та сербською історіографією. Незважаючи на ці суперечки, його дії, хоча і досі шановані обома етнічними групами, не залишаються на другому плані.